# Dot Hacker
Dot Hacker è un gruppo rock sperimentale formatosi in California nel 2008. Il gruppo è formato da Josh Klinghoffer (voce, chitarra, tastiere), Clint Walsh (chitarra, tastiere, cori), Jonathan Hischke (basso) and Eric Gardner (batteria).
Klinghoffer, Walsh and Gardner sono stati tutti turnisti di Gnarls Barkley, e sono stati successivamente raggiunti dal bassista degli Hella Jonathan Hischke per creare i Dot Hacker. Prima che Klinghoffer entrasse nei Red Hot Chili Peppers, la band registra il suo album di debutto, Inhibition, pubblicato il 1º maggio 2012.

## Storia del gruppo
Dopo l'incontro con il polistrumentista Josh Klinghoffer attraverso gli altri componenti degli Hella Spencer Seim e Dan Elkan, il bassista Jonathan Hischke si trasferì a Los Angeles, California, nel 2008, per iniziare a lavorare su un potenziale progetto che dovrebbe includere Klinghoffer e i turnisti di Gnarls Barkley, Clint Walsh ed Eric Gardner. Per quanto riguarda la band, Hischke osservò, "È questa la cosa interessante, perché questo gruppo è formato da giovani musicisti di sessione: Josh ha suonato con Beck, e PJ Harvey e John Frusciante, ora è il nuovo Red Hot Chili Peppers. Poi c'è Eric Gardner, il nostro batterista, che ha suonato con Charlotte Gainsbourg, Gnarls Barkley, sai, Tom Morello, cose del genere. Clint Walsh ha fatto Gnarls, The Scream, Electric Guest, e molti altri. Così mi hanno invitato per suonare con loro e mi sono trasferito a Los Angeles per fare più o meno questo. "
Prendendo il nome dalla nonna del batterista Eric Gardner, i Dot Hacker successivamente iniziarono a registrare il loro album di debutto insieme agli altri impegni dei membri della band. Nell'Ottobre del 2009, Klinghoffer si unì ai Red Hot Chili Peppers, ritardando l'uscita dell'album per un periodo prolungato di tempo. Per quanto riguarda la sua eventuale pubblicazione, Hiscke disse, "Questo è un gruppo di persone completamente impegnate, molto di più ora. Abbiamo registrato per molti mesi nel nostro studio realmente confortevole somigliante ad una sede di ritrovo. Poi l'album completato è stato per un po' in purgatorio poiché abbiamo tutti fatto cose differenti."
Il 21 febbraio 2012, la band pubblica il suo EP di debutto, Dot Hacker su ORG Music, con l'album Inhibition pubblicato il 1º maggio 2012.
Il 13 aprile e il 21 aprile 2014 vengono pubblicati su YouTube rispettivamente il singolo Whatever You Want e la B-side Memory dall'EP Whatever You Want/Memory; mentre il 9 giugno la ORG Music pubblica la nuova canzone Elevator da How's Your Process? (Work).
Durante l'estate e l'autunno del 2014 sarà pubblicato il secondo album How's Your Process? in due parti: How's Your Process? (Work) il 1º luglio, How's Your Process? (Play) il 7 ottobre. Il 27 giugno 2014 viene pubblicato ufficialmente sul web dai Dot Hacker stessi la versione digitale di How's Your Process? (Work) sul sito Billboard, disponibile a tutti.

## Formazione
- Josh Klinghoffer - voce, chitarra, tastiere, sintetizzatore
- Clint Walsh - chitarra, sintetizzatore, cori
- Jonathan Hischke - basso
- Eric Gardner - batteria, percussioni

## Discografia
Album in studio
- Inhibition (01/03/2012)
- How's Your Process? (Work) (01/07/2014)
- How's Your Process? (Play) (07/10/2014)
- N°3 (20/01/2017)

EP
- Dot Hacker (21/02/2012)
- Whatever You Want/Memory (11/04/2014)